# Rhipidura malaitae
Rhipidura malaitae là một loài chim trong họ Rhipiduridae.